# Eragrostis coarctata
Eragrostis coarctata är en gräsart som beskrevs av Otto Stapf. Eragrostis coarctata ingår i släktet kärleksgrässläktet, och familjen gräs. Inga underarter finns listade i Catalogue of Life.